# Zápisky starého prasáka
Zápisky starého prasáka (v prvním českém překladu jako Paměti starého chlapáka, anglicky Notes of a Dirty Old Man) je kniha amerického autora Charlese Bukowského.
V předmluvě spisovatel uvádí, že se původně jedná o soubor povídek a fejetonů psaných pro časopis Open City v letech 1968–1969. Tento undergroundový týdeník založil John Bryan poté, co odešel z místních novin L.A. Free Press. Poskytl Bukowskému prostor pro realizaci a ponechal mu volnost ve výběru témat. Tyto fejetony a postřehy se staly zanedlouho oblíbenými.
Čtenář zde narazí na příběhy Henryho Chinaskiho, ale například i na úvahy o tehdejší politické situaci v zemi. Dozví se i něco o autorově setkání s Jackem Kerouacem, či Nealem Cassadym, známým jako Dean Moriarty z Kerouacovy knihy Na cestě, o událostech roku 1968 a Alexandru Dubčekovi atd.

## Vydání
- Paměti starého chlapáka, nakladatelství Pragma 1998, přeložil Robert Hýsek, ISBN 80-7205-641-7
- Zápisky starého prasáka, nakladatelství Argo 2005, přeložil Robert Hýsek, ISBN 80-7203-688-2 (druhé vydání, revidovaný překlad)